# Estádio Doutor Kok
O Estádio Doutor Kok, foi um estádio de futebol localizado em Piracicaba, estado de São Paulo. O local foi desativado e arrematado em leilão no ano de 2009.
O nome do estádio é uma homenagem ao Dr. Holger Jensen Kok que foi diretor superintendente da Societé de Sucreries Bresiliennes em Piracicaba.